# Estadio Municipal de Ipurua
Estadio Municipal de Ipurua, är hemmaplan för SD Eibar som spelar i spanska Primera Division. Arenan har plats för drygt 6 200 åskådare. Stadion invigdes 1947 och mäter 103x65 meter.